# Луїза Прусська (1838—1923)
Луїза Марія Єлизавета Прусська (нім. Luise Marie Elisabeth von Preußen), (нар. 3 грудня 1838 — пом. 23 квітня 1923) — прусська принцеса з династії Гогенцоллернів, донька короля Пруссії та німецького імператора Вільгельма I й принцеси Саксен-Веймар-Айзенаської Августи, дружина великого герцога Бадену Фрідріха I. Благодійниця.

## Біографія
Луїза народилася 3 грудня 1838 року у Берліні другою дитиною та єдиною донькою в родині прусського принца Вільгельма та його дружини Августи Саксен-Веймар-Айзенаської. Новонароджена отримала свої імена на честь бабусь Луїзи Мекленбурґ-Штреліцької та Марії Романової. Дівчинка мала старшого брата Фрідріха. Мешкало сімейство у Берліні.
Шлюб батьків був нещасливим, оскільки Фрідріх все життя кохав померлу в молодому віці польку Елізу Радзивілл та заводив коханок, Августа невдовзі після народження доньки почала страждати на біполярний афективний розлад, мала депресії. В родині Луїзу ласкаво кликали «Віві». Її стосунки із батьком були теплими, він часто без попередження заходив до класної кімнати і разом з донькою грав на підлозі. Матір викликала у неї острах і благоговіння.
У 1840 році батько став кронпринцем Пруссії. У 1849 році його призначили генерал-губернатором Рейнської області та Вестфалії, і в лютому 1850 року уся родина перебралася до Кобленцу, де оселилася у палаці курфюрстів, збудованому у XVIII сторіччі. Там Луїза мешкала аж до свого шлюбу. Літні місяці проводили у Баден-Бадені. Принцеса отримала домашню освіту. Матір намагалася прищепити їй «чесноти государів», і юна дівчина відвідувала разом із нею притулки та лікарні.
У 1851 році уся родина відвідала Всесвітню виставку у Лондоні, яка проводилася у Кришталевому палаці.
Невдовзі після конфірмації Луїзу познайомили із принцом-регентом Бадену Фрідріхом. У вересні 1854 року відбулися їхні заручини. У січні 1856 Фрідріх перебрав на себе повноту влади у Бадені і став великим герцогом.
У віці 17 років Луїза взяла шлюб із великим герцогом Бадену Фрідріхом I. Весілля пройшло 20 вересня 1856 у Новому палаці Потсдама. Шлюб виявився щасливим, дуже скоро Луїза завагітніла і вже у липні 1870 народила первістка. Всього у шлюбі народила трьох дітейː
Парі не подобався двір у Карлсруе, тому вони полюбляли проводити час у своєму замку на острові Майнау. Літньою резиденцією подружжя був замок у Констанці. Великогерцогська пара була дуже популярною серед народу.
Луїза товаришувала із Алісою Гессенською та принцесою Вікторією, хоча між ними і був елемент суперництва. Дуже теплі відносини у неї склалаися із небожем Вільгельмом. Пізніше, у своїх мемуарах він відзначав, що Луїза «мала значні політичні здібності та великий талан до організації, і  прекрасно розуміла, як правильно поставити чоловіків в правильному місці і як правильно використовувати їхні можливості для загального блага».
Багато займалася благодійністю. У травні 1859 року заснувала Асоціацію жінок Бадену (Badischer Frauenverein) — міжконфесійну, безпартійну та некомерційну організацію для жінок і дівчат, яка стала попередником сестринства Червоного Хреста. За підтримкою Асоціації жінок, Луїза заснувала також першу школу Баденських домогосподарок. Листувалася із Флоренс Найтінгейл.
У 1861 році її батько став королем Пруссії. Австро-прусська війна 1866 викликала певну хиткість у стосунках Великого герцогства Баденського та Пруссією, оскільки Баден, незважаючи на близькі сімейні зв'язки з Берліном, вирішив підтримати австрійців. Втім, оскільки Луїза була донькою  прусського короля, Баден зрештою не був включений до списку держав, змушених платити надмірну компенсацію Пруссії. Однак, канцлер Отто фон Бісмарк не любив Бадена, оскільки той був одним з найважливіших католицьких центрів і всіляко заважав проханню Луїзи про помилування від імені католиків Ельзасу до Вільгельма.
У січні 1871 була проголошена Німецька імперія і батько Луїзи став її першим імператором. Під час Франко-прусської війни велика герцогиня потоваришувала із Кларою Бартон, засновницею Американського Червоного Хреста. Разом вони організовували військові шпиталі та засновували швейні фабрики для жінок, які бажали допомогти фронту. Луїза сприяла тому, що Клара по закінченні війни була нагороджена імператором Залізним Хрестом. Також була присутньою на привітанні німецьких солдатів, повернувшихся до Німеччини із французьких таборів для військовополонених у 1917 році.

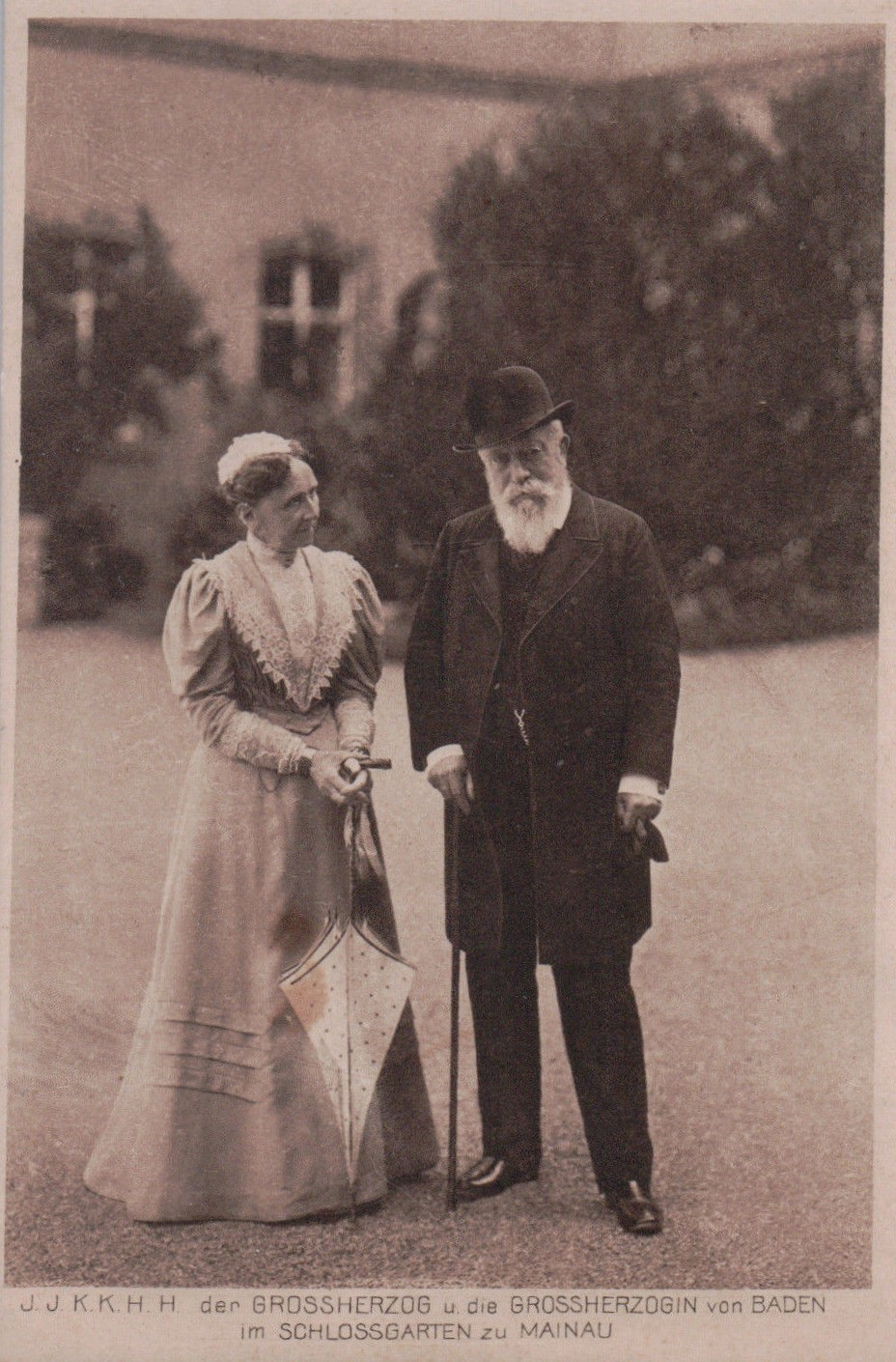
Із чоловіком

1 жовтня 1885 року під її патронатом була відкрита школа живопису, яка існувала до 1923 року.
У зрілому віці стосунки великої герцгині із матір'ю потеплішали. Оскільки здоров'я батьків наприкінці життя було слабким, Луїза взяла на себе обов'язок більше часу витрачати на їхню підтримку. Це не дуже подобалося дружині її брата принцесі Вікторії, яка вважала це за авторитарні манери.
В похилому віці вони із Фрідріхом насолоджувалися мирною старістю. У 1896 році жителі Мангейма з приводу її Дня народження подарували великій герцогині новий великий парк, який назвали на її честь. Канцлер Бюло у своїх мемуарах зазначав, що  вона «глибоко усвідомлювала велич чоловіка та доповнювала його характер найкращим чиномː я не думаю, що навіть патріархальна Німеччина створювала правлячу принцесу, яка виконувала б обов'язок матері свого народу більш зразково, ніж велика герцогиня Луїза». У 1907 році Фрідріх Баденський помер.
У 1917 році Луїза була нагороджена почесним докторським ступенем на медичному факультеті Технологічного інституту Карлсруе. У листопаді 1918 року монархія в Німеччині була повалена. Велика герцогиня, залишивши Карлсруе, зупиняючись у замках Цвінгенберг в Неккарі та Лангенштайн біля Зінгену, дісталася острова Майнау. Наприкінці літа 1919 року вона оселилася в Новому замку Баден-Бадена, який було передано Церінгенам у приватну власність. Там і померла навесні 1923 у віці 84 років. Похована в усипальниці великих герцогів в Карлсруе.

## Родина

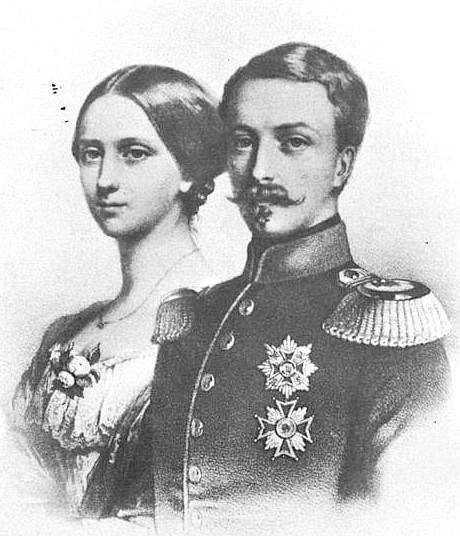
Луїза із Фрідріхом Баденським, 1856

Чоловік — Фрідріх I, великий герцог Баденський
Діти:
- Фрідріх (1857—1928) — наступний великий герцог Баденський у 1907—1918 роках, був одруженим із люксембурзькою принцессою Гільдою Нассау, дітей не мав;
- Вікторія (1862—1930) — дружина короля Швеції Густава V, мала трьох синів;
- Людвіг Вільгельм (1865—1888) — одруженим не був, дітей не мав.

## Нагороди

### Прусське королівство
- Орден Луїзи
- Орден Вільгельма
- Хрест «За заслуги» для жінок та дівчат
- Медаль Червоного Хреста (Пруссія) 1-го класу
- Столітня медаль
- Почесний оберст гвардійського гренадерського полку королеви Августи №4

### Велике герцогство Баденське
- Орден Вірності (Баден), хрест принцеси з діамантами
- Пам'ятний хрест за 1870/71
- Медаль Фрідріха-Луїзи
- Ювілейна медаль 1902
- Пам'ятна медаль Золотого весілля великого герцога Фрідріха I і великої герцогині Луїзи
- Почесний доктор Технічного університету Карлсруе (1917)

### Баварське королівство
- Хрест Заслуг за 1870/71
- Орден Терези, дама честі
- Хрест Заслуг за добровільний догляд за хворими

### Британська імперія
- Королівський орден Вікторії та Альберта 1-го класу (січень 1890)
- Орден Святого Джона, почесна леді

### Інші країни
- Орден Святої Катерини 1-го ступеня (Російська імперія; 31 травня 1857)
- Орден Сидонії (Саксонське королівство; 1871)
- Орден Ольги (Вюртемберзьке королівство; 1871)
- Дама честі і вірності (Мальтійський орден)
- Орден Оранського дому, дама честі (Нідерланди)
- Орден Милосердя (Османська імперія)
- Орден дому Хусейнидів з діамантами (Туніс)
- Хрест королеви Єлизавети 1877/78 (Румунське королівство)
- Орден Королеви Марії Луїзи (Іспанія; 5 червня 1879)

## Титули
- 3 грудня 1838—20 вересня 1856 — Її Королівська Високість Принцеса Луїза Прусська;
- 20 вересня 1856—28 вересня 1907 — Її Королівська Високість Велика Герцогиня Баденська;
- 28 вересня 1907—23 квітня 1923 — Її Королівська Високість Вдовіюча Велика Герцогиня Баденська.

## Вшанування пам'яті
На честь Луїзи Прусської були названі вулиці у Брухзалі та Карлсруе.

## Галерея

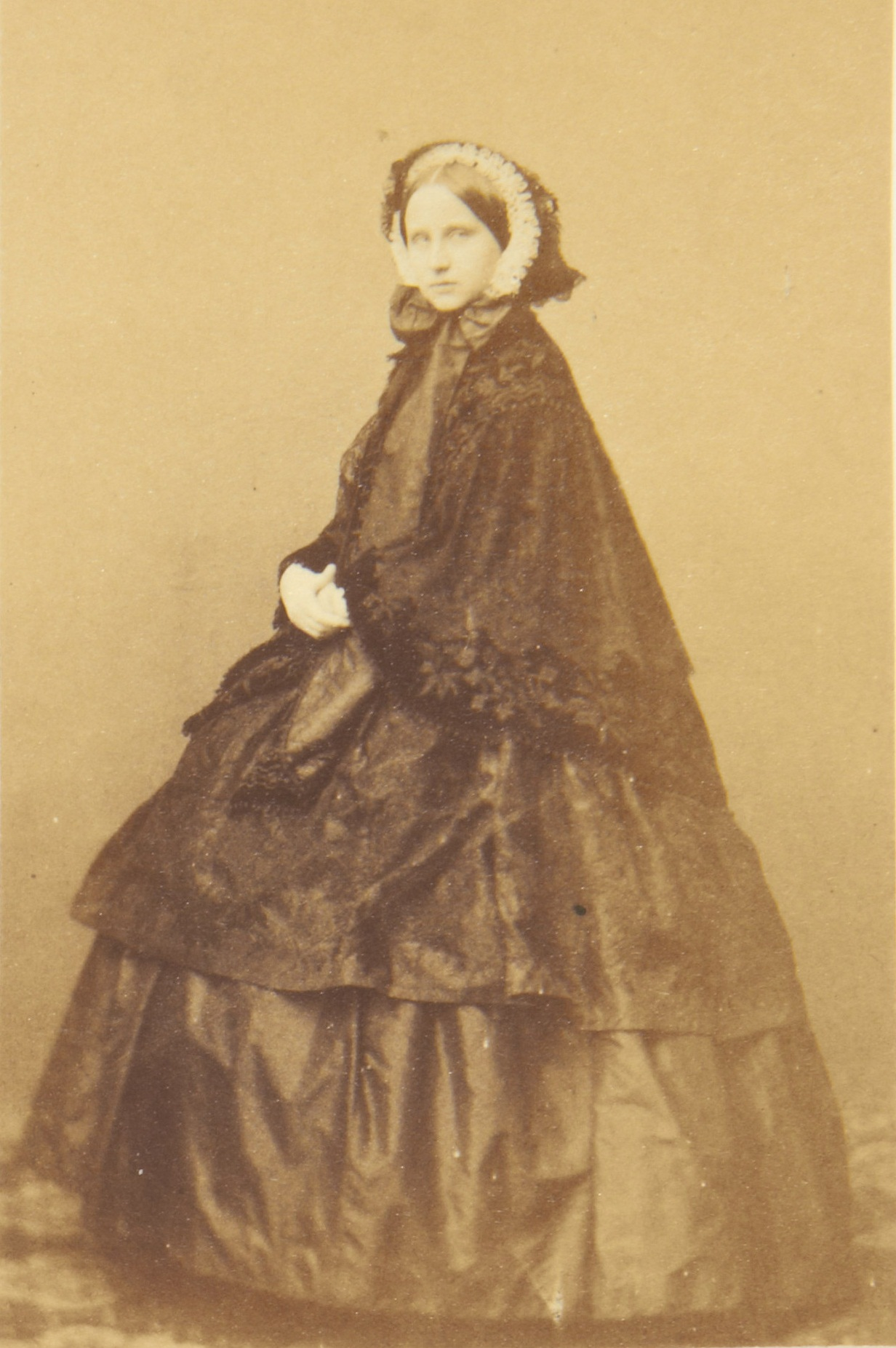
Велика герцогиня Луїза в 1860-х роках.
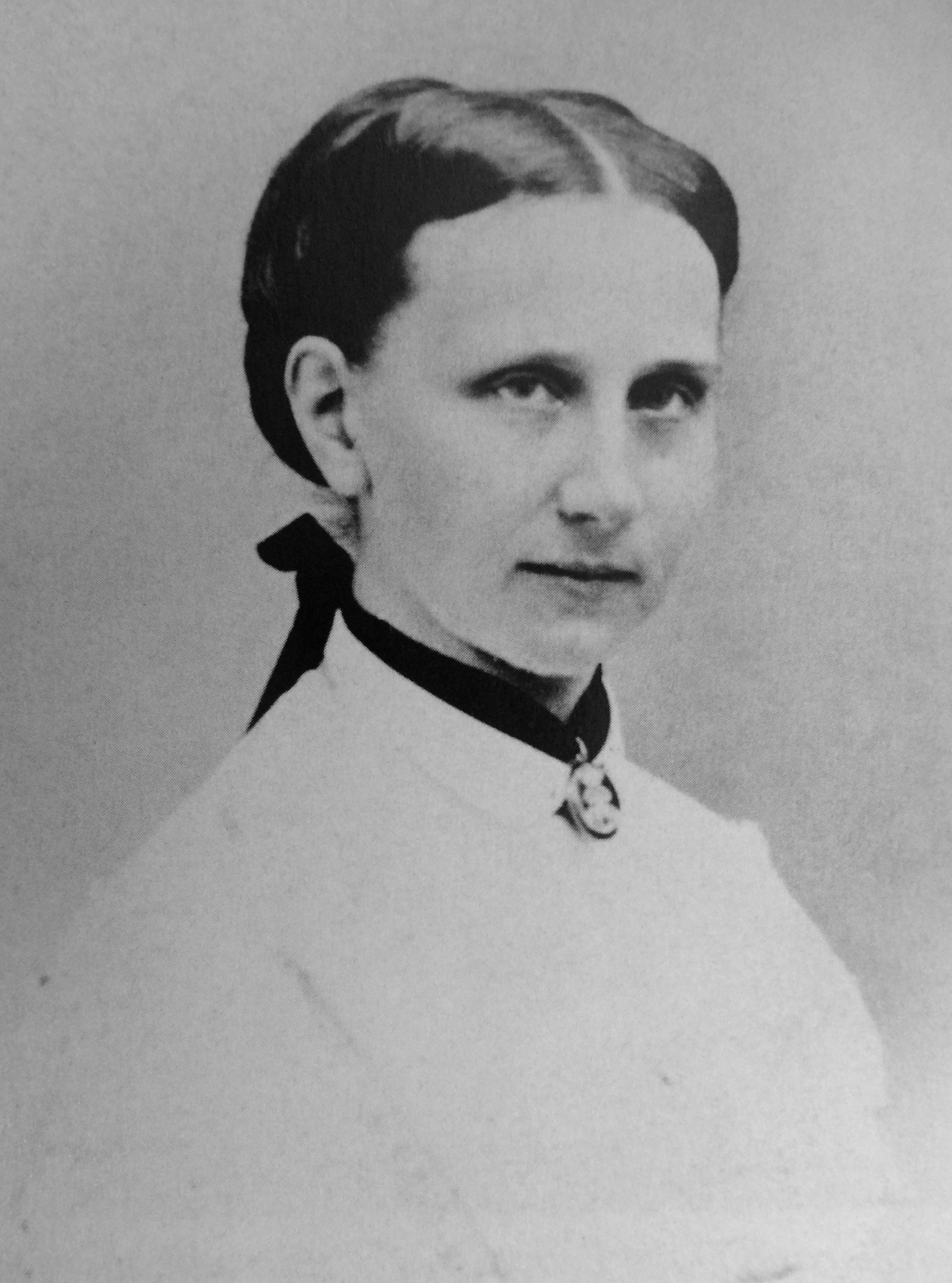
Велика герцогиня Луїза в 1870-х роках.
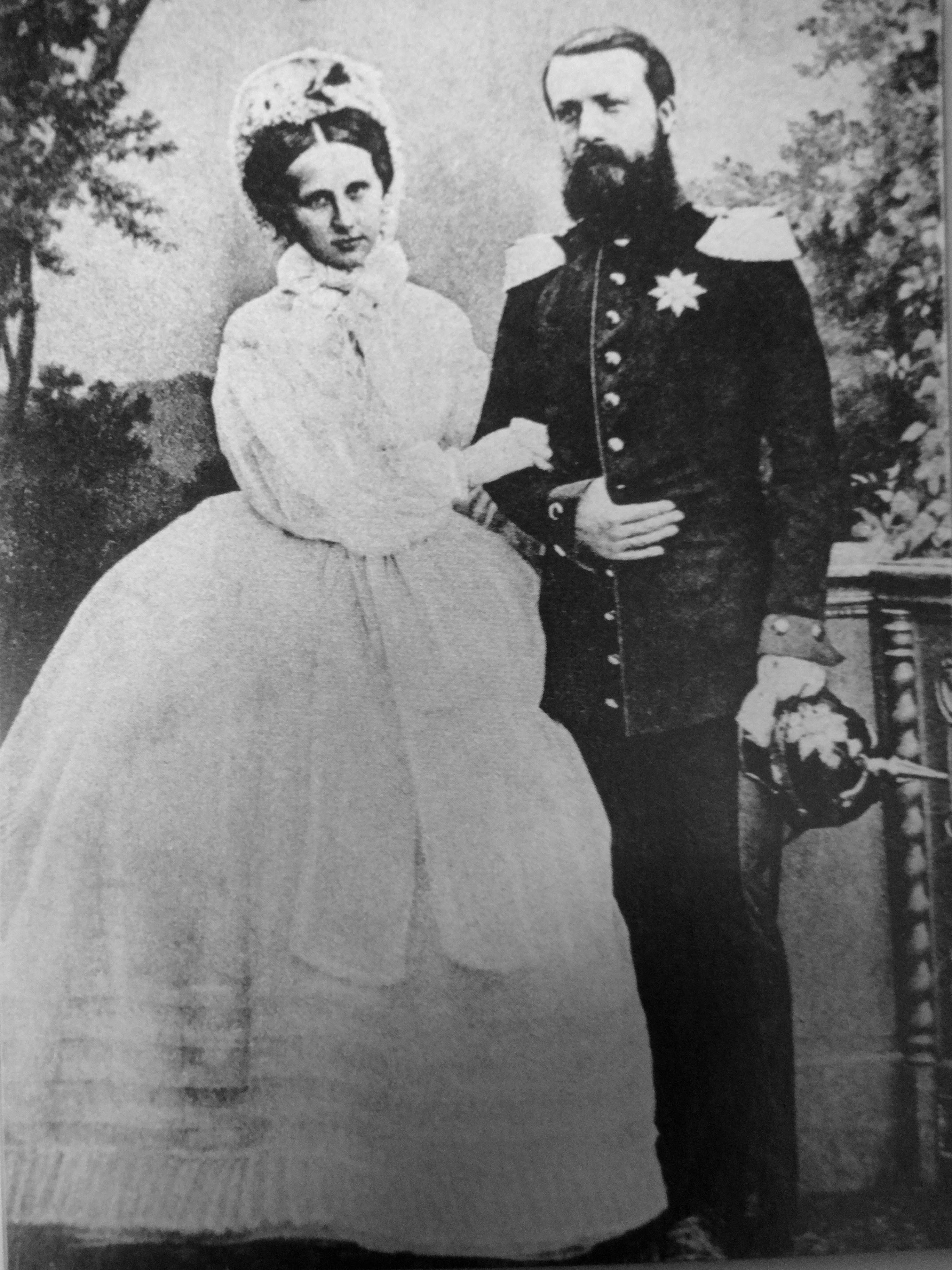
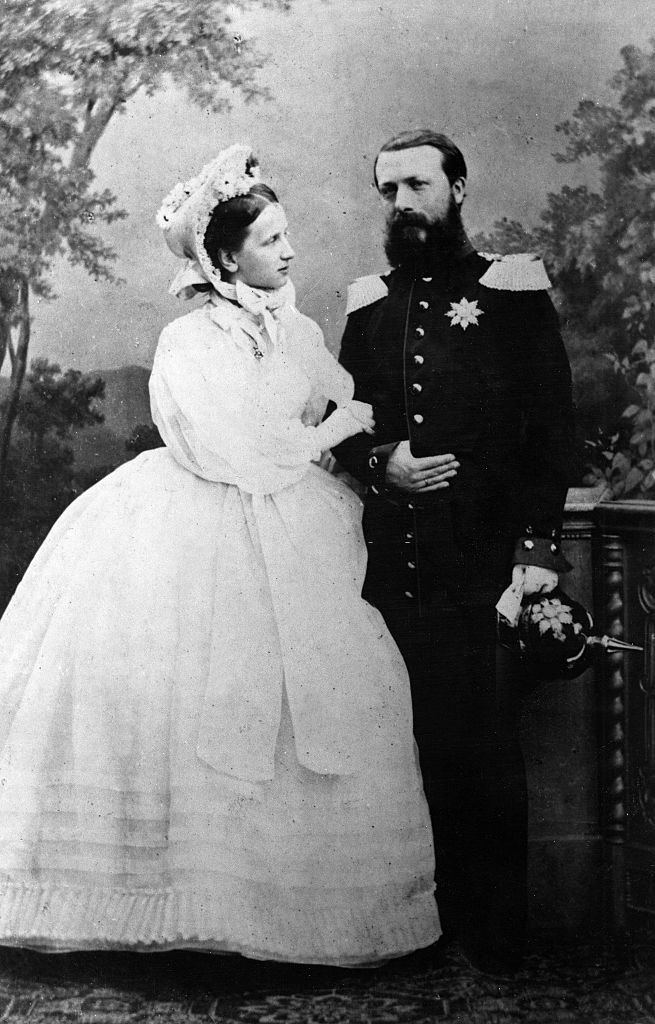
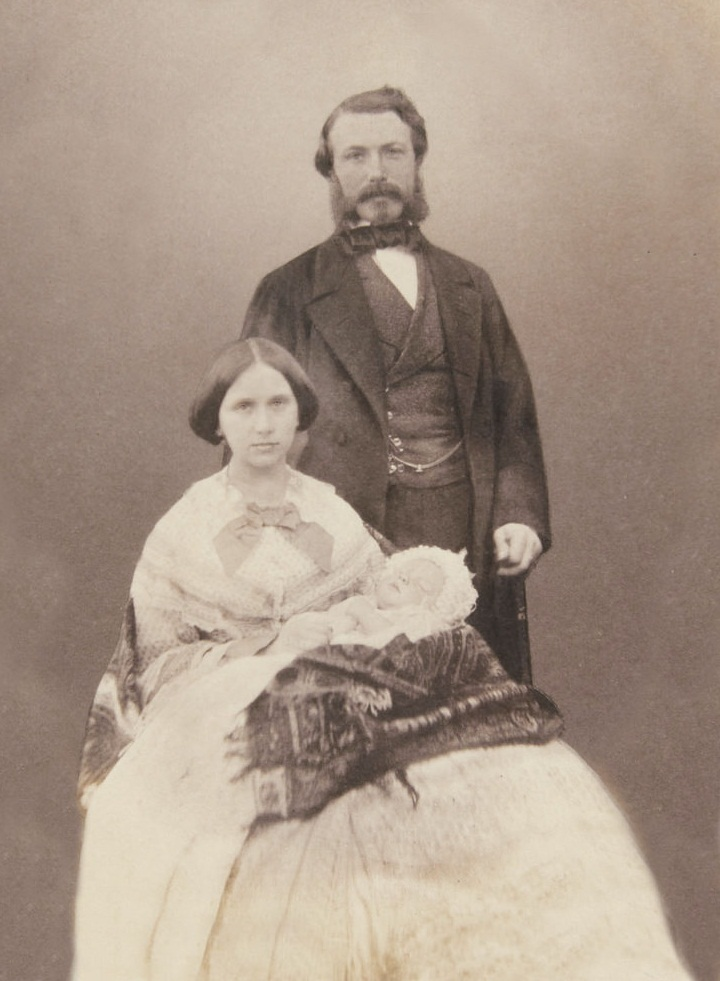
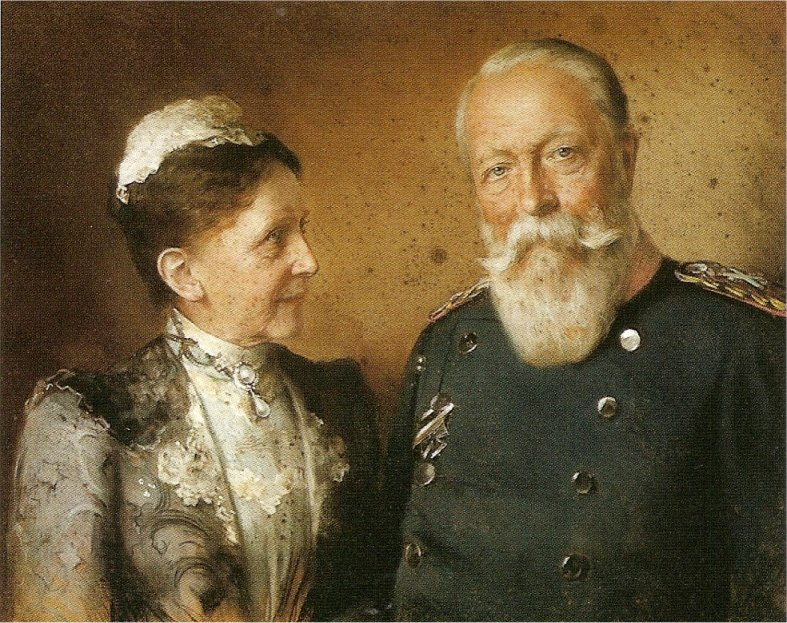
Велика герцогиня Луїза і великий герцог Фрідріх (1902).
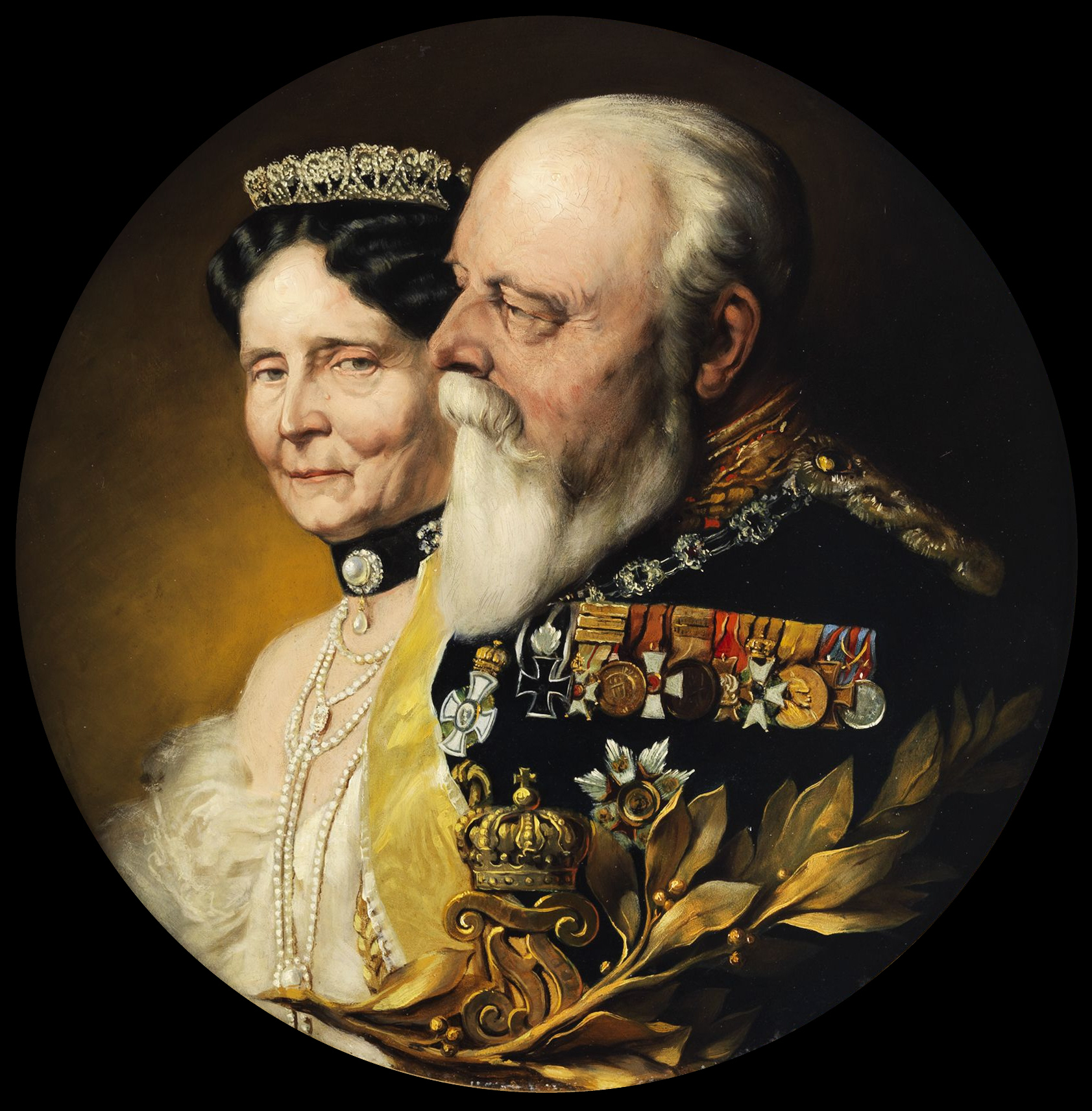
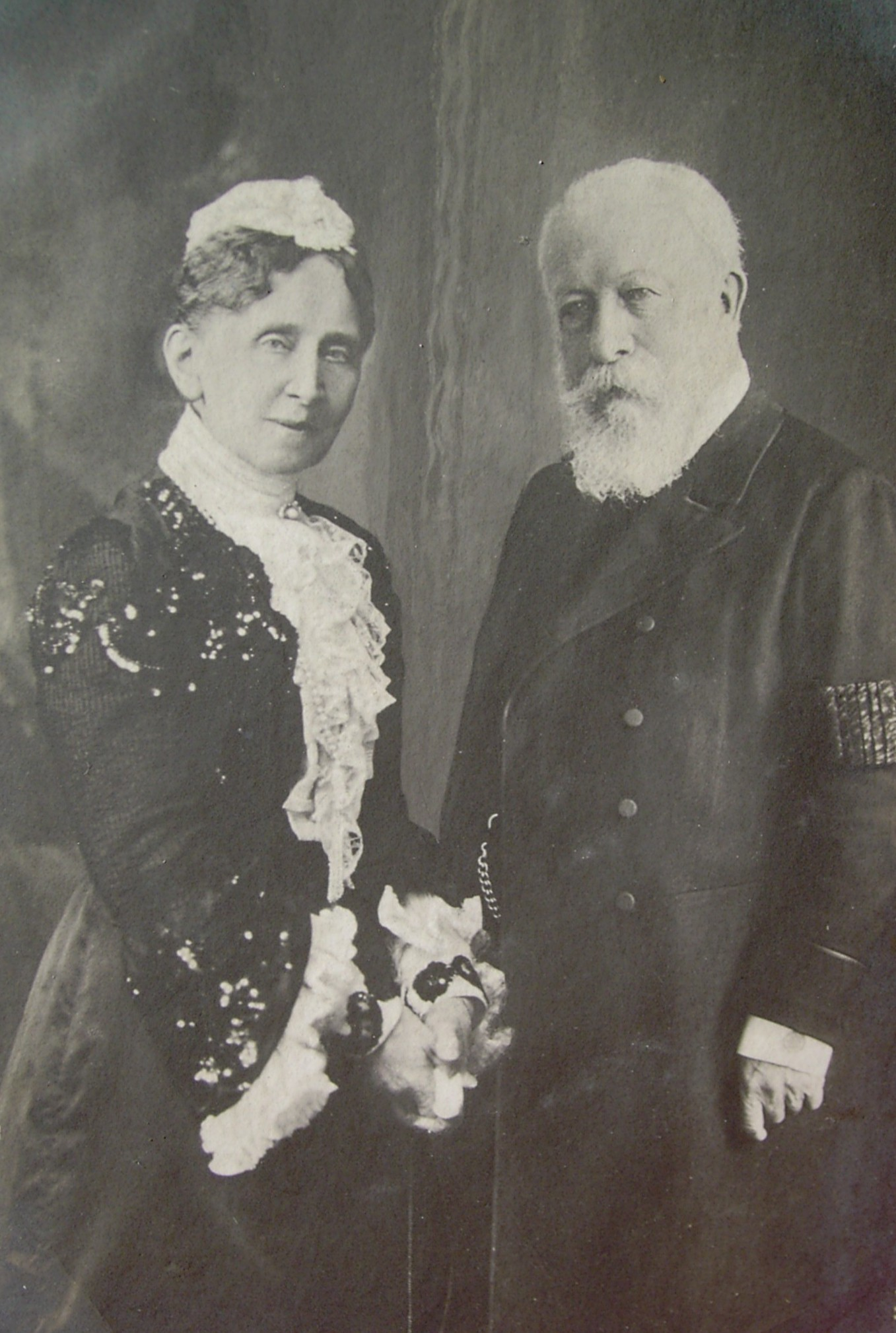
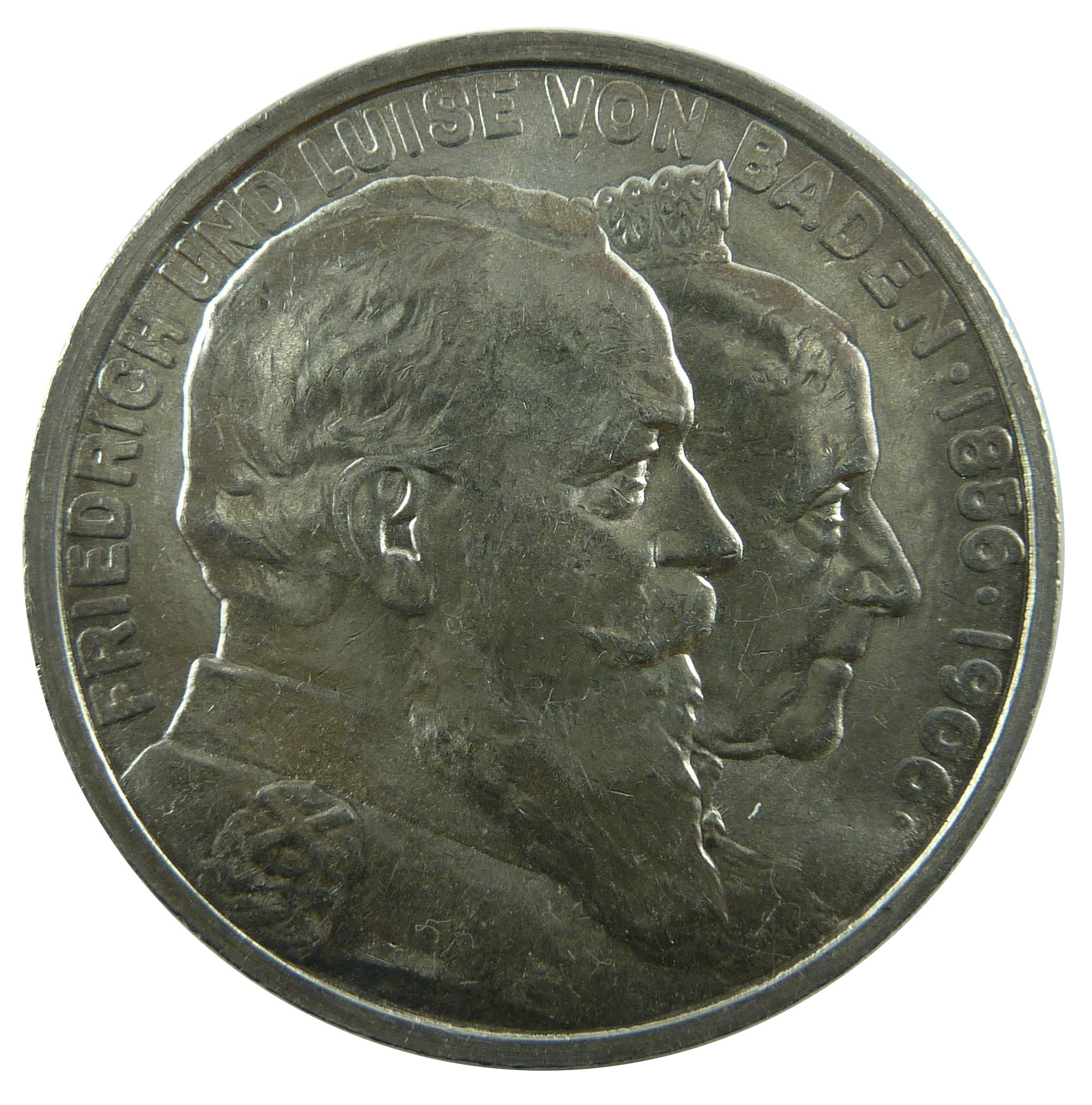
Ювілейна монета 5 баденських марок 1906 року із зображенням великих герцогів Фрідріха і Луїзи з нагоди їхнього золотого весілля.
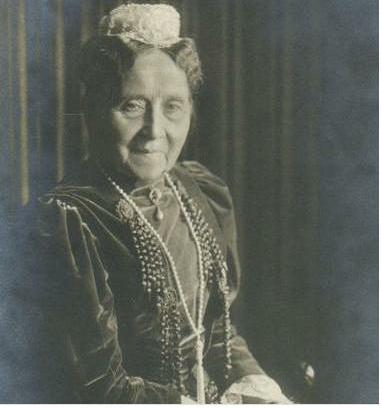
Велика герцогиня в останні роки життя.